# 遺伝学
遺伝学（いでんがく、 英: genetics）は、生物の遺伝子、遺伝的変異、遺伝について研究する学問である。遺伝は生物の進化に不可欠であるため、遺伝学は生物学において重要な分野である。19世紀にモラヴィア地方の都市ブルノで活動していたアウグスチノ会修道士、グレゴール・メンデルは、遺伝学を科学的に研究した最初の人物である。メンデルは「形質遺伝」すなわち、形質（生物の性質や特徴）が親から子孫へと時を超えて受け継がれる様式を研究した。そして、生物（エンドウ）が独立した「遺伝単位」によって形質を継承することを観察した。この用語は今日でも使用されているが、遺伝子と呼ばれるものの定義としてはやや曖昧である。
形質遺伝や、遺伝子の分子遺伝のメカニズムは、21世紀の遺伝学の主要な原理であり続けているが、現代遺伝学は遺伝子の機能と挙動の研究へと拡大している。遺伝子の構造と機能・変異・分布は、細胞・生物（たとえば顕性）・個体群という文脈の中で研究されている。遺伝学は、分子遺伝学、エピジェネティクス、集団遺伝学など、多くの研究領域へと発展した。この幅広い分野の研究対象となっている生物は、生命のドメイン（古細菌、細菌、真核生物）にまたがる。
遺伝的プロセス（過程）は、生物の環境や経験と結びついて、発達や行動に影響を与える。これは、しばしば「生まれか育ちか」と呼ばれる。生細胞や生物の内外の環境が、遺伝子の転写を増減させる可能性がある。その典型例が、遺伝的に同一のトウモロコシの種子を2つ用意し、1つを温帯気候の場所に、もう1つを乾燥気候（十分な天然水や降雨がない）に植えることである。2本のトウモロコシの茎の平均の高さは、遺伝的に同等になるよう定まっているかもしれないが、乾燥気候のトウモロコシは、環境中の水や栄養分の不足のため、 温帯気候に植えた茎の半分ほどにしか成長しない。

## 語源
遺伝学の英語、"genetics" は、古代ギリシア語の γενετικός (genetikos)「属格 または 生成」に由来し、さらにこれは起源 (origin）を意味する γένεσις (genesis) に由来する。

## 歴史
生物が、親から形質（生物の性質や特徴）を受け継ぐという観察結果は、有史以前から、選抜育種による植物や動物の改良に利用されてきた。この過程を理解しようとする現代遺伝学は、19世紀半ば、アウグスチノ会の修道士、グレゴール・メンデルによる研究に端を発する。

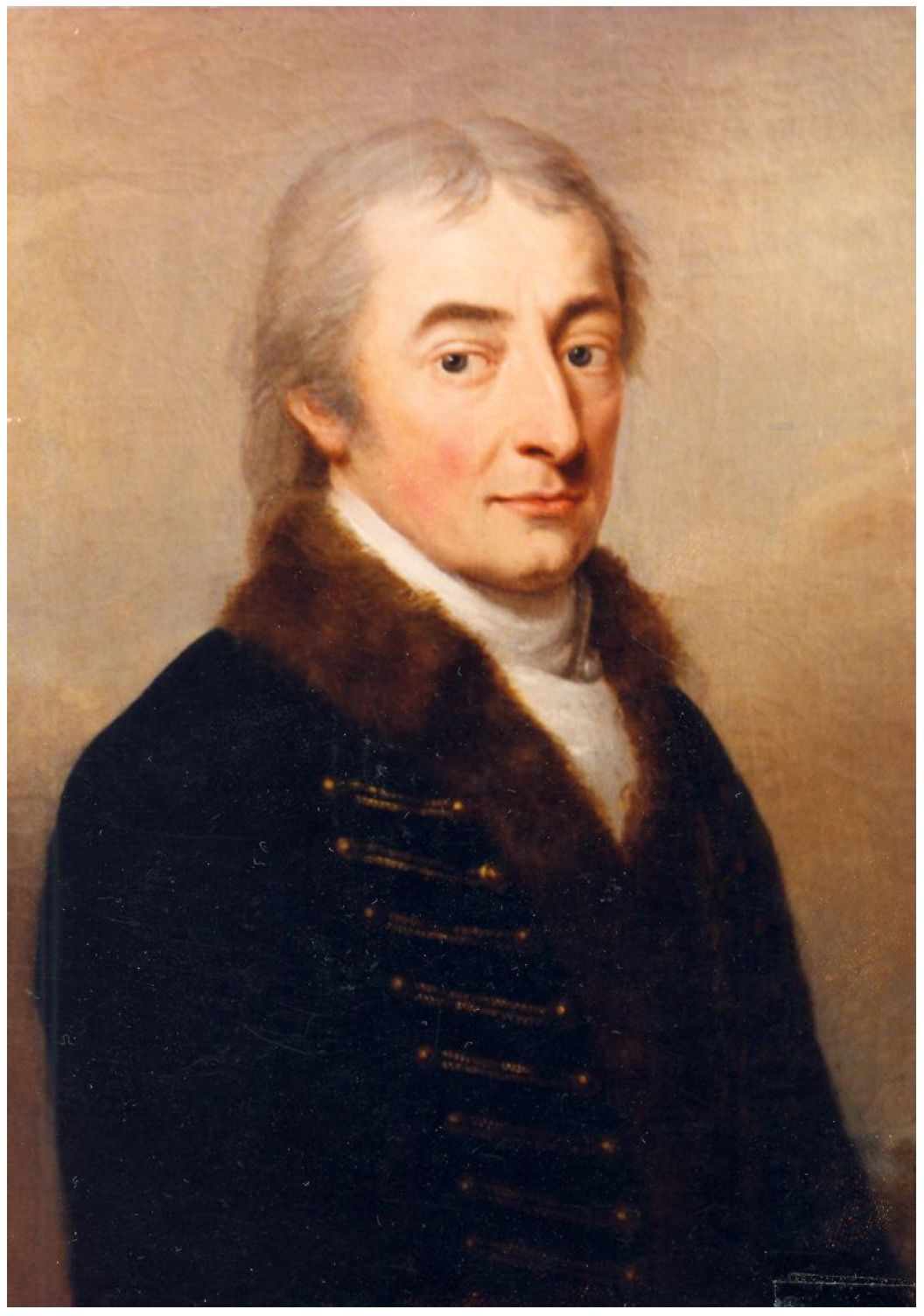
最初の遺伝学者で、動物行動学者である イムレ・フェステティチの肖像。彼の選択と進化に関する概念は、後にチャールズ・ダーウィンの進化論で定式化された。

メンデル以前に、遺伝の文脈で「遺伝（genetic）」という用語を初めて使用した人物は、メンデルより前にケーゼグに住んでいたハンガリーの貴族 イムレ・フェステティチであり、最初の遺伝学者としても知られている。彼は著書 The genetic laws of nature（『自然の遺伝法則』、Die genetischen Gesetze der Natur、1819年）の中で、生物の遺伝に関するいくつかの法則を記述した。彼の第二法則は、メンデルが発表した法則と同じである。第三法則で、変異の基本原則を提唱した（彼はユーゴー・ド・フリースの先駆者ともいえる）。Festetics は、動物、植物、人間の世代で観察される変化は、科学的な法則の結果であると主張した。彼は、生物はそれらの特徴を「獲得」するのではなく「継承」すると経験的に論じた。彼は、祖先の特徴が後に再び現れる可能性があり、生物が異なる特徴を持つ子孫を生み出す可能性を仮定することで、潜性形質や先天的変異を認識した。これらの観察は、メンデルの粒子遺伝説（particulate inheritance）の重要な前触れとなり、遺伝を神話的な存在から科学的な学問へと移行させ、20世紀の遺伝学に基本的な理論的基盤を導いた。

融合遺伝は、あらゆる特性を平均化する。技術者フレミング・ジェンキンが指摘したように、これは自然選択による進化が不可能なことを意味する。

メンデルの研究に先立つ、別の遺伝理論もあった。19世紀に広く支持されていた融合遺伝説（blending inheritance）は、チャールズ・ダーウィンの著書『種の起源』（1859年）でも示唆されていた理論である。メンデルの研究は、交配後に形質が明らかに融合しない例を示し、形質は連続的な混ざり合いではなく、異なる遺伝子の組み合わせによって生み出されることを示した。現在は、子孫における形質の融合は、量的効果を持つ複数の遺伝子の作用によって説明されている。当時、一定の支持を集めていたもう一つの理論に、獲得形質の遺伝説がある。これは、子孫が両親によって強化された形質を遺伝するという考え方である。この理論（ジャン＝バティスト・ラマルクに関連）は、現在では誤りであることが分かっていて、個体の経験は子孫に受け継がれる遺伝子に影響を及ぼすことはない。その他の理論としては、ダーウィンのパンゲネシス説（獲得的と遺伝的の両側面を持つ）や、フランシス・ゴルトンによるパンゲネシス説の再定式化（粒子的と遺伝的の両側面を持つ）などがある。

### メンデル遺伝学

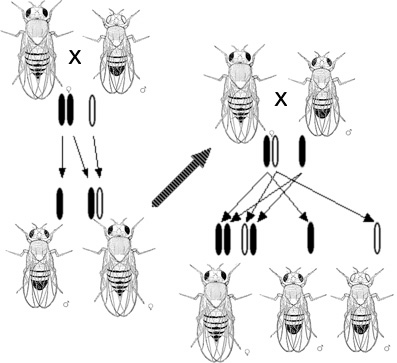
モーガンは、ショウジョウバエ (Drosophila) の白色目を引き起こす変異の伴性遺伝を観察し、遺伝子は染色体上に存在するという仮説を立てた

現代遺伝学は、植物における遺伝の性質に関するメンデルの研究から始まった。1865年にブルノの自然研究協会に提出された論文「Versuche über Pflanzenhybriden」（植物雑種の実験）で、メンデルはエンドウ植物の特定の形質の遺伝様式を追跡し、数学的に説明した。この遺伝様式は、ごく一部の形質でのみ観察されたものであったが、メンデルの研究は、遺伝は粒子的であり獲得された（後天的な）ものではなく、しかも多くの形質の遺伝様式は、単純な規則と比率によって説明できることを示唆していた。
メンデルの業績の重要性は、彼の死後、1900年にユーゴー・ド・フリースをはじめとする科学者が、彼の研究を再発見して広く理解されるようになった。メンデルの研究を支持していたウィリアム・ベイトソンは、1905年に「genetics（遺伝学）」という言葉を考案した。形容詞「genetic（遺伝的）」は、「origin（起源）」を意味するギリシャ語の γένεσις （genesis）に由来し、名詞よりも古く、1860年に初めて生物学的な意味で使用された。ベイトソンは指導者として努めるとともに、ケンブリッジ大学ニューナム・カレッジの他の科学者たち、特にベッキー・ソーンダース、Nora Darwin Barlow、Muriel Wheldale Onslow の研究からも大いに助けを受けた。ベイトソンは、1906年にロンドンで開催された第3回国際植物増殖者会議の就任演説で、遺伝の研究を説明する用語として「genetics（遺伝学）」を普及させた。
メンデルの研究が再発見された後、科学者たちは細胞内のどの分子が遺伝に関与しているのか特定しようとした。1900年、Nettie Stevens はミールワームの研究を始めた。それから11年間にわたる研究で、メスは X染色体のみを持ち、オスは X染色体と Y染色体の両方を持ち合わせていることを発見した。彼女は、性別は染色体因子であり、オスによって決定されるという結論に達した。1911年、トーマス・ハント・モーガンは、ショウジョウバエの白色眼の伴性変異の観察に基づいて、遺伝子は染色体上にあると主張した。1913年、モーガンの教え子であるアルフレッド・スターティヴァントは、遺伝的連鎖という現象を利用して、遺伝子が染色体上に直線状に配置していることを説明した。

### 分子遺伝学

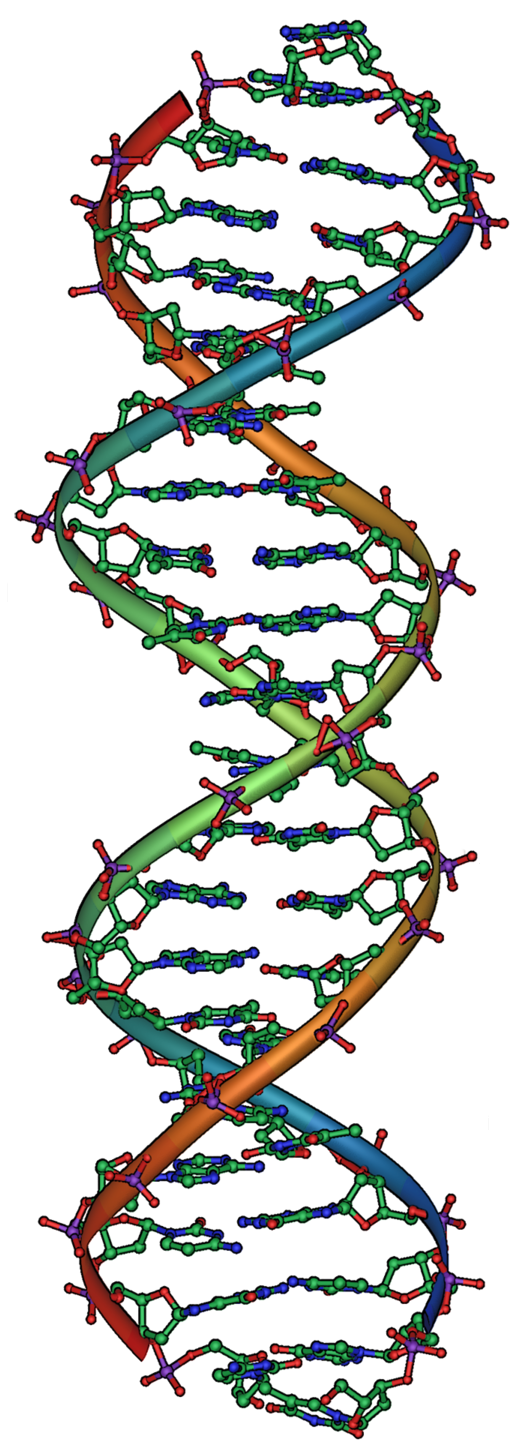
DNAは生物の遺伝における分子的基盤である。DNAの各鎖はそれぞれヌクレオチドの鎖で、中央で互いに合致し、ねじれた梯子の横木のように見える。

遺伝子が染色体上に存在することは分かっていたが、染色体はタンパク質とDNAの両方で構成されているため、2つのうちどちらが遺伝に関与しているか科学者たちは知らなかった。1928年、フレデリック・グリフィスは、死んだ細菌が別の生きている細菌に遺伝物質を伝達し、その細菌を形質転換させる現象を発見した。それから16年後の1944年、アベリー - マクロード - マッカーティの実験により、形質転換の原因分子がDNAであることが特定された。真核生物における遺伝情報の保管場所としての核の役割は、1943年に Hämmerling が単細胞藻類であるカサノリ属（Acetabularia）の研究で確立していた。1952年にハーシーとチェイスが行った実験により、細菌に感染するウイルスの遺伝物質はタンパク質ではなくDNAであることが確認され、DNAが遺伝を担う分子であるというさらなる証拠が示された。
1953年、ジェームズ・ワトソンとフランシス・クリックは、ロザリンド・フランクリンとモーリス・ウィルキンスによるDNAがらせん構造であることを示すX線結晶構造解析の結果を基に、DNAの構造を決定した。彼らの二重らせんモデルは 2本のDNA鎖で構成されており、一方の鎖上に結合したヌクレオチドは、他方の鎖上の相補的なヌクレオチドと合致し、ねじれた梯子の横木のような形を形成していた。この構造により、遺伝情報はそれぞれのDNA鎖上のヌクレオチド配列に存在することが明らかになった。また、この構造は簡単な複製方法も示唆していた。すなわち、DNAの2本鎖を分離すると、新しい相補鎖は古い鎖の配列に基づいて再構築される。この特徴により、新しいDNAの1本鎖は元のDNA鎖の親から作られるという、半保存的な性質がDNAにもたらされた。
DNAの構造は遺伝の仕組みを示唆していたが、DNAが細胞の働きにどのように影響するかは、まだ分かっていなかった。その後の数年間、科学者たちは、DNAがどのようにタンパク質の生成プロセスを制御するかを理解しようと努めた。そして、細胞はDNAを鋳型として、DNAと非常によく似たヌクレオチドを持つ分子であるメッセンジャーRNA（伝令RNAともいう）を生成することが明らかになった。メッセンジャーRNAのヌクレオチド配列は、タンパク質のアミノ酸配列を作るために使われる。このヌクレオチド配列とアミノ酸配列との変換は、遺伝暗号（genetic code）と呼ばれている。
遺伝に関する分子的理解が深まるにつれて研究は爆発的に増加した。1973年、太田朋子は、分子進化の中立説を拡張した分子進化のほぼ中立説という著名な理論を展開した。この理論で太田は、遺伝的進化が起こる速度に、自然選択と環境が重要な役割を果たすことを強調した。重要な発見の一つに、1977年にフレデリック・サンガーが開発した連鎖停止DNA配列決定法（chain-termination DNA sequencing）がある。この技術により、科学者はDNA分子のヌクレオチド配列を読み取ることができるようになった。1983年には、キャリー・バンクス・マリスがポリメラーゼ連鎖反応法（PCR）を開発し、混合物からDNAの特定部分を迅速に分離し増幅する方法がもたらされた。2003年、ヒトゲノム・プロジェクト、米国エネルギー省、米国国立衛生研究所（NIH）、民間企業セレラ・コーポレーションによる並行した取り組みによって、ヒトゲノムの配列が決定された。

## 遺伝の特徴

### 離散的遺伝とメンデルの法則

紫 (B) と白 (b) の花をつけるヘテロ接合型のエンドウの交配を描いたパネットの方形

最も基本的なレベルでは、生物の遺伝は、遺伝子（gene）と呼ばれる離散的遺伝単位を親から子へと受け継ぐことによって行われる。この特徴は、エンドウの遺伝形質の分離を研究したグレゴール・メンデルによって初めて観察された。たとえば、1本のエンドウの花の色は紫か白のどちらかであり、中間色はないことを示した。遺伝形質（表現型）を制御する同じ遺伝子の個々の型をアレル（allele）と呼ぶ。
二倍体種であるエンドウの場合、各個体は両親から1つずつ遺伝子を受け継ぎ、遺伝子の複製を2つ持っている。ヒトを含む多くの生物種がこの遺伝様式である。ある遺伝子の2つのアレルが同一の二倍体生物は、その遺伝子座においてホモ接合型（homozygous）と呼ばれ、一方、ある遺伝子の2つのアレルが異なる二倍体生物はヘテロ接合型（heterozygous）と呼ばれる。ある生物において、アレルの種類を遺伝子型（genotype）といい、その生物の観察可能な形質を表現型（phenotype）という。ある遺伝子がヘテロ接合型である場合、多くの場合、一方のアレルは生物の表現型を支配する性質を持つため顕性（dominant）と呼ばれ、もう一方のアレルは性質が後退して観察されないため潜性（recessive）と呼ばれる。アレルの中には、完全顕性（complete dominance）ではなく、中間的な表現型を発現する不完全顕性（incomplete dominance）を示したり、両方のアレルが同時に発現する共顕性（codominance）を示すものもある。
一組の生物が有性生殖する場合、その子孫はどちらの両親からも2つのアレルのうちの1つを無作為に受け継ぐ。このような離散的遺伝とアレルの分離の観察は、総称して「メンデルの第一法則（Mendel's first law）」または「分離の法則（Law of Segregation）」として知られている。しかし、ある遺伝子が他の遺伝子よりも顕性になる確率は、顕性、潜性、ホモ接合、ヘテロ接合によって変わる可能性がある。たとえば、メンデルは、ヘテロ接合体の生物を交配した場合、顕性形質が現れる確率は3:1であることを発見した。実際の遺伝学者は、理論的確率、経験的確率、積の法則、和の法則などを用いて確率を研究し、推定している。

### 表記法と図

遺伝系図 (genetic pedigree charts) は、形質の遺伝様式を追跡するのに役立つ。

遺伝学者は、遺伝について図や記号で説明する。遺伝子は1文字または数文字で表される。上付きの「+」記号は、遺伝子の通常の非変異アレルを示すことが多い。
受精と交配の実験（特にメンデルの法則について議論する場合）では、親をP世代、子をF1世代（雑種第一代）と呼ぶ。F1の子が互いに交配すると、その子孫はF2世代（雑種第二代）と呼ばれる。交配の結果を予測する際、一般的に使用される図表にパネット方形図がある。
遺伝学者は、ヒトの遺伝性疾患を研究する際に、系図を用いて形質の遺伝を表現することがよくある。これらの図は、系図における形質の遺伝を表している。

### 複数遺伝子の相互作用

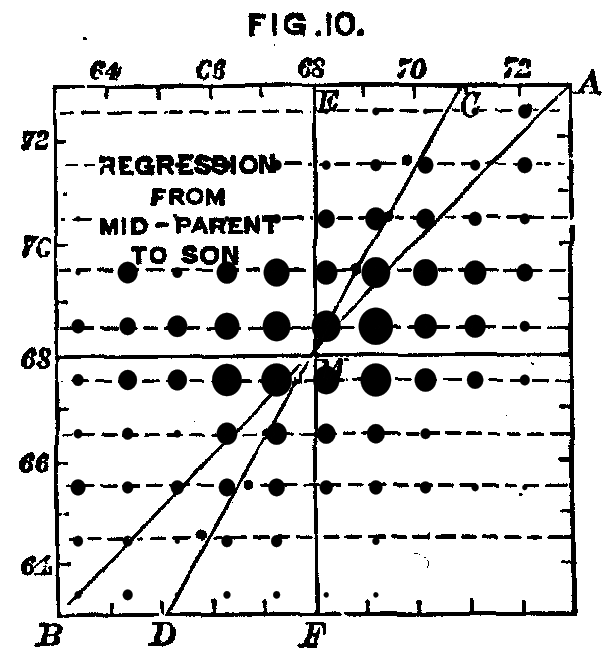
ヒトの身長は、複雑な遺伝的要因と関連する形質である。フランシス・ゴルトンのデータは、親の平均身長と子供の身長の関係を示している (1889年)。

生物は数千もの遺伝子を持っており、有性生殖を行う生物では、これらの遺伝子は通常は互いに独立して組み合わされる。つまり、黄や緑のエンドウの種子（豆）の色に関するアレルの遺伝は、白や紫の花に関するアレルの遺伝とは無関係である。この現象は「メンデルの第二法則（Mendel's second law）」または「独立の法則（Law of Independent Assortment）」として知られており、異なる遺伝子のアレルが両親の間でシャッフルされ、異なる組み合わせを持つ子孫が生まれることを意味する。異なる遺伝子が相互作用し、同じ形質に影響を与えることはよくある。たとえば、ブルーアイドメアリー（Omphalodes verna）には、花の色（青または紫）を決定するアレルを持つ遺伝子が存在する。しかし、花が少しでも色づくか、それとも白いかは、別の遺伝子が制御する。この白いアレルを2つ持つ個体は、最初の遺伝子が青または紫のアレルを持つかどうかに関わらず、白い花を咲かせる。このような遺伝子間の相互作用はエピスタシス（epistasis）と呼ばれ、二番目の遺伝子は最初の遺伝子よりも上位である。
多くの形質は、離散的な特徴（たとえば、紫や白の花の色）ではなく、連続的な特徴（たとえば、ヒトの身長や肌の色）である。これらの複雑な形質は、多くの遺伝子によって作り出される。これらの遺伝子の影響は、生物が経験した環境によって（程度の差はあるが）媒介される。生物の特定の遺伝子が複雑な形質にどの程度寄与するかを遺伝率（heritability）という。ある形質の遺伝率の大きさは相対的なものであり、より変動の大きい環境であれば、その形質の総変動に対する環境影響はより大きくなる。たとえば、ヒトの身長は複雑な原因を持つ形質である。米国における遺伝率は89%である。しかし、栄養状態や医療の普及にばらつきがあるナイジェリアでは、身長に対する遺伝率は62%にすぎない。

## 遺伝の分子的基盤

### DNAと染色体

DNAの分子構造。塩基は鎖間の水素結合 (中央の点線) の配置によって対合する。

遺伝子の分子的基盤はデオキシリボ核酸（DNA）である。DNAはデオキシリボース（糖）、リン酸基、塩基から構成されている。塩基は、アデニン（A）、シトシン（C）、グアニン（G）、チミン（T）の4種類がある。リン酸基は糖と結合し、長い糖-リン酸骨格を形成する。2本の骨格鎖の間では塩基が互いに特異的に対合し（TとA、CとG）、梯子の横木のような形を作る。塩基、リン酸、糖が結合してヌクレオチドを作り、それらが連結して長いDNA鎖が形成される。遺伝情報はこれらのヌクレオチド配列中に存在し、遺伝子はDNA鎖に沿った配列の区間として存在する。これらの鎖は二重らせん構造に巻かれ、さらにヒストンという構造的な支持体となるタンパク質に巻き付く。ヒストンを芯に巻きついたDNAは染色体（chromosome）と呼ばれる。ウイルスは、DNAの代わりにRNAという類似分子を遺伝子として使用することがある。
DNAは通常、二重らせん状に巻かれた2本鎖分子として存在する。DNAを構成する各ヌクレオチドは、対向鎖上の対応するヌクレオチドと優先的に結合対を形成し、A は T と、C は G と水素結合を作る。したがって、2本の鎖からなる構造によって、各鎖は対向鎖と重複する形で、すべての必要な情報を保持している。DNAのこの構造は遺伝の物理的基盤となる。DNA複製では、まず2本鎖を分離し、各鎖を新しい対向鎖の鋳型として用いることにより遺伝情報を複製する。

ヒトのカリオグラム模式図。22対の相同染色体と、女性 (XX) と男性 (XY) の両方の性染色体 (右下)、およびミトコンドリアゲノム (左下) を示す。

遺伝子は、DNA塩基配列の長い鎖に沿って直線的に配置している。細菌の場合、各細胞は通常1つの環状遺伝担体を持っているが、真核生物（植物や動物など）の場合、DNAは複数の線状染色体に配置されている。これらのDNA鎖は、非常に長い場合が多く、たとえばヒトの場合、最大の染色体の長さは約2億4,700万塩基対に達する。染色体のDNAは、組織化し、緻密化し、接近を制御するための構造タンパク質と関連しており、クロマチンと呼ばれる構造を形成している。真核生物の場合、クロマチンは通常、ヒストンタンパク質の芯に巻きついたDNAセグメントであるヌクレオソームから構成される。生物の遺伝物質の完全な一式（通常はすべての染色体のDNA配列の組み合わせ）はゲノム（genome）と呼ばれる。
DNAは細胞核内にもっとも多く存在するが、ルース・セイガーは核の外に存在する非染色体遺伝子の発見に貢献した。植物の場合、これらは葉緑体によく見られ、他の生物ではミトコンドリアに存在する。これらの非染色体遺伝子は、有性生殖を行うどちらのパートナーからも受け継がれることがあり、世代を超えて複製され、活性状態を維持し、さまざまな遺伝形質の制御を果たす。
半数体生物は各染色体の複製を1つしか持たないが、ほとんどの動物と多くの植物は二倍体生物で、各染色体を2つずつ持つため、すべての遺伝子が2つずつ存在する。遺伝子の2つのアレルは、2本の相同染色体の同じ遺伝子座に位置し、各アレルは異なる親から受け継がれる。
多くの生物種は、いわゆる性染色体を持っており、それぞれの生物の性別を決定している。ヒトや多くの動物の場合、Y染色体には特に男性的な特徴の発達を促す遺伝子が含まれている。進化の過程で、Y染色体はその内容の大半と遺伝子の大半を失ったのに対し、X染色体は他の染色体と似て、多くの遺伝子を含んでいる。それでも、メアリー・フランシス・ライオンは、X染色体が生殖の際に不活性化され、子孫に2倍の遺伝子が受け継がれるのを防ぐことを発見した。ライオンの発見は、X連鎖性疾患の発見へとつながった。

### 生殖

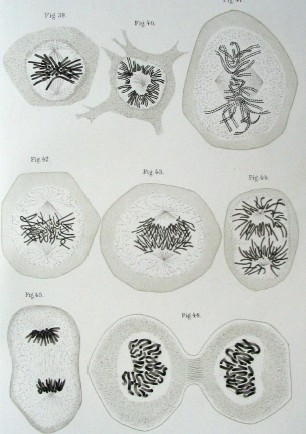
ヴァルター・フレミングによる真核生物の細胞分裂の図。染色体は複製され、凝縮し、編制される。そして細胞が分裂すると、染色体複製が娘細胞に分離する。 (1882年)

細胞が分裂する際、ゲノム全体が複製され、それぞれの娘細胞はゲノムを1複製ずつ受け継ぐ。この過程は有糸分裂と呼ばれ、最も単純な生殖の形態であるとともに、無性生殖の基礎でもある。また、無性生殖は多細胞生物でも起こり、片方の親からゲノムを受け継いだ子孫が生まれる。親と遺伝的に同一の子孫はクローンと呼ばれる。
真核生物では、有性生殖によって、2つの異なる両親から受け継いだ遺伝物質が混合した子孫を生み出すことが多い。有性生殖の過程では、ゲノムの複製が1つだけ存在する形態（半数体）と2つ存在する形態（二倍体）を交互に繰り返す。半数体細胞が融合し、遺伝物質が組み合わさると、染色体が対になった二倍体細胞が生まれる。二倍体生物は、DNAを複製することなく分裂することで半数体を形成し、それぞれの染色体対のうちの片方を無作為に受け継ぐ娘細胞を生成する。ほとんどの動物と多くの植物は、その生涯の大半を二倍体として過ごし、半数体の形態になるのは精子や卵子などの単細胞配偶子に限られる。
細菌の場合、半数体・二倍体による有性生殖を行わないが、新しい遺伝情報を獲得する方法は数多くある。一部の細菌は接合し、小さな環状DNA断片を別の細菌に移すことができる。また、細菌は環境中に存在する裸のDNA断片を取り込み、自身のゲノムに組み込むこともある。この現象は形質転換（transformation）として知られている。これらの過程によって、遺伝子の水平伝播が起こり、遺伝情報の断片が本来は無関係な生物間で伝達される。自然形質転換は多くの細菌種で起こり、ある細胞から別の細胞（通常は同じ種）にDNAが伝達される性的プロセスと見なされている。形質転換には多くの細菌性遺伝子産物の働きが必要で、その主な適応機能は、受容細胞におけるDNA損傷の修復であると考えられる。

### 組換えと遺伝的連鎖

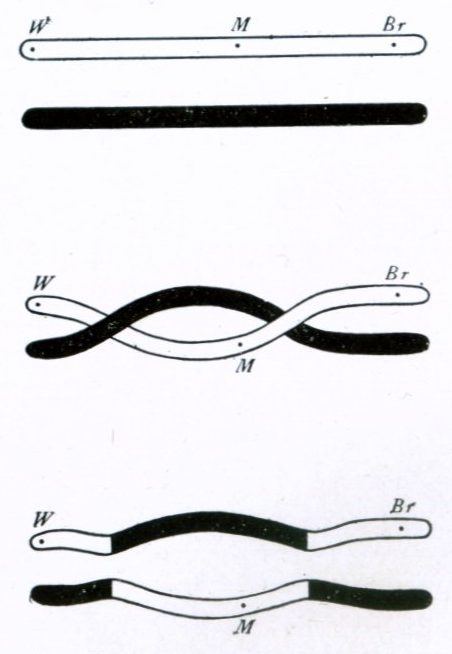
トーマス・ハント・モーガンによる、染色体間の二重交差の模式図 (1916年)

染色体が二倍体であることによって、異なる染色体上の遺伝子が独立して選別されたり、半数体配偶子が形成される有性生殖の際に相同対から分離されたりすることが可能になる。このようにして、交配対の子孫に新たな遺伝子の組み合わせが生まれる可能性がある。理論的には、同じ染色体上の遺伝子は組換えを起こさない。しかし、染色体交差という細胞内過程を通じた組換えが起こる。染色体交差は、染色体間でDNA断片を交換し、染色体間で遺伝子アレルを効果的にシャッフルする。この染色体交差は通常、減数分裂という半数体細胞を生成する一連の細胞分裂中に起こる。減数分裂組換えは、特に微生物の真核生物において、DNA損傷を修復する適応機能を持つと考えられる。
染色体交差の細胞学的実証は、1931年、ハリエット・クレイトン とバーバラ・マクリントックによって初めて行われた。彼らのトウモロコシに関する研究と実験は、対になった染色体上の遺伝子が実際に相同染色体間で入れ替わるという遺伝学の仮説を、細胞学に証明した。
染色体上の特定の位置間で染色体交差が起こる確率は、その2点間の距離と関係がある。任意の長距離にわたって交差が起こる確率は十分に高いため、それらの遺伝子どうしの遺伝には事実上の相関はない。しかし、遺伝子が互いに近接すると交差が起こる確率は低くなるため、それらの遺伝子は遺伝的連鎖を示し、2つの遺伝子のアレルが一緒に遺伝する傾向がある。一連の遺伝子間の連鎖量を組み合わせて線状連鎖地図を作成し、染色体上に沿った遺伝子の配置を大まかに示すことができる。

## 遺伝子発現

### 遺伝暗号

DNAの遺伝暗号は、三連符を用いてタンパク質を指定し、メッセンジャーRNAを介してタンパク質へ伝達される

遺伝子は、細胞内のほとんどの機能を担うタンパク質分子の生成を通じて、その機能的な効果を発現する。タンパク質は、アミノ酸の配列からなる1本または複数のポリペプチド鎖で構成される。遺伝子のDNA配列が、特異的なアミノ酸配列を生成するために使われる。この過程は、遺伝子のDNA配列と一致する配列を持つRNA分子の生成 －転写（transcription）と呼ばれる－ から始まる。
このメッセンジャーRNA分子は、次に、翻訳（translation）と呼ばれる過程を通じて対応するアミノ酸配列を生成する役割を果たす。DNA配列内の3個のヌクレオチドのセットコドン（codon）と呼ばれ、タンパク質を作り出す20種類のアミノ酸のいずれか1つ、またはアミノ酸配列の終端の指示に対応する。この対応関係を遺伝暗号（genetic code）と呼ぶ。情報の流れは一方向であり、情報はDNAのヌクレオチド配列からタンパク質のアミノ酸配列へと転送されるが、その逆、つまりタンパク質からDNA配列へ戻ることはない。フランシス・クリックは、この現象を分子生物学におけるセントラル・ドグマと呼んだ。
アミノ酸の特異的配列により、そのタンパク質に固有の三次元構造が形成され、その三次元構造はタンパク質の機能と関連している。タンパク質には、コラーゲンのように繊維を形成する単純な構造を持つ分子もある。また、タンパク質の中には、他のタンパク質や単純な分子と結合して、その分子の化学反応を促進する酵素として働くものもある（酵素タンパク質それ自体は変化しない）。タンパク質の構造は動的であり、ヘモグロビンというタンパク質は、哺乳類の血液内で酸素分子の捕捉、輸送、放出を促進するときに、わずかに異なる形状をとる。
DNA中の1つのヌクレオチドの異なりが、タンパク質のアミノ酸配列を変化させることがある。タンパク質の構造はアミノ酸配列によって決定されるため、一部の変化がタンパク質の構造を不安定にしたり、他のタンパク質や分子との相互作用に影響を与える表面構造を変化させることで、タンパク質の特性を劇的に変える可能性もある。たとえば、鎌状赤血球貧血は、ヘモグロビンの βグロビン部分のコーディング領域内の1塩基の違いによって起こるヒトの遺伝病であり、1つのアミノ酸の変化がヘモグロビンの物理的特性の変化を引き起こす。鎌状赤血球型のヘモグロビンは互いに付着し、積み重なって繊維を形成し、そのタンパク質を輸送する赤血球の形を歪める。この鎌状の細胞は血管内を円滑に流れなくなり、詰まったり劣化する傾向があり、この病気に関連する医学的問題を引き起こす。
DNA配列の一部には、RNAへ転写されても、タンパク質に翻訳されないものもある。このようなRNA分子はノンコーディングRNAと呼ばれる。ときには、これらの生成物が、重要な細胞機能に関する構造体を形成することもある（例：リボソームRNAやトランスファーRNA）。RNAは、他のRNA分子（例：microRNA）とのハイブリダイゼーション相互作用を通じて、調節作用を発揮することもある。

### 生まれか育ちか

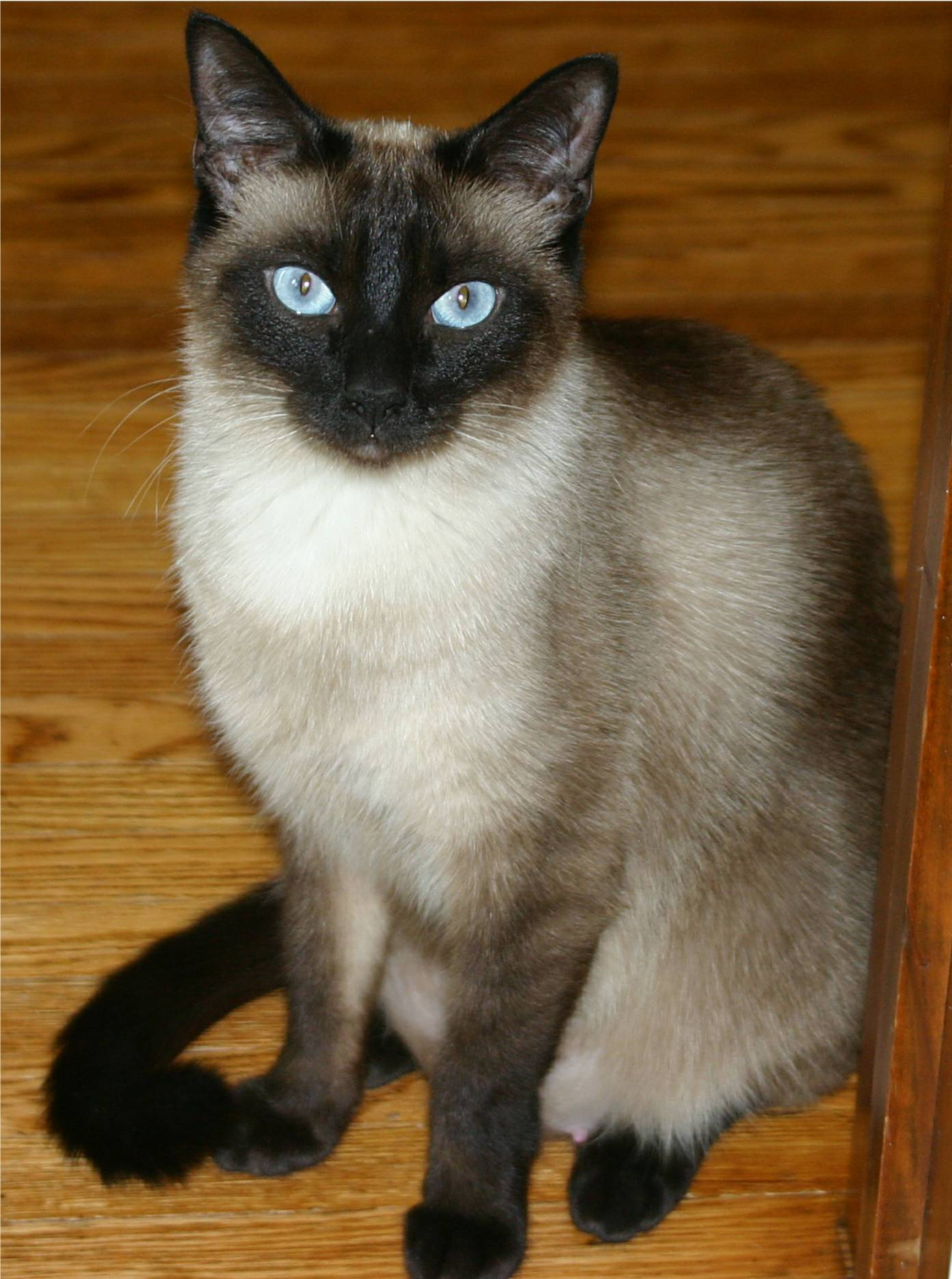
シャム猫は、温度に敏感な色素生成変異を持っている。

遺伝子は生物が機能するために必要なすべての情報を含んでいるが、最終的に生物が示す表現型を決定する上で、環境も重要な役割を果たしている。「生まれか育ちか」という成句は、この相補的な関係を指している。ある生物の表現型は、遺伝子と環境との相互作用によって決定される。興味深い例として、シャム猫の毛色がある。この場合、猫の体温が環境としての役割を果たす。猫の遺伝子は黒毛をコードしているため、猫の毛を生成する細胞は、黒毛を生やす細胞内タンパク質を生成する。しかし、この黒毛を生成するタンパク質は温度に敏感（すなわち、温度感受性変異が起こる）であり、高温環境では変性して、猫の体温が高い部位では黒毛の色素を生成できない。しかし、低温環境下では、タンパク質の構造は安定しており、通常どおり黒毛の色素を生成する。このタンパク質は、足、耳、尾、顔など、皮膚の温度が低い部位で機能するため、この猫は四肢に黒毛が生える。
ヒトの遺伝病であるフェニルケトン尿症は、環境が大きく影響している。フェニルケトン尿症を引き起こす変異は、フェニルアラニンというアミノ酸を分解する体の機能を妨げ、中間分子の毒性蓄積を引き起こし、その結果、進行性の知的障害や発作などの重篤な症状を引き起こす。しかし、フェニルケトン尿症の変異を持つ人でも、このアミノ酸を完全に避ける厳格な食事療法に従えば、健康で正常な状態を維持できる。
遺伝子と環境（「生まれつきか育ちか」）が表現型に及ぼす影響を判断する一般的な方法として、一卵性双生児や二卵性双生児、あるいは多胎児の兄弟姉妹の調査がある。一卵性双生児は同じ受精卵から生まれたため、遺伝的には同じである。一方、二卵性双生児は、遺伝的には普通の兄弟姉妹と同じくらい異なりがある。一卵性双生児の組と二卵性双生児の組で、ある疾患の発症頻度を比較することで、科学者はその疾患が遺伝的要因によるものか、出生後の環境要因によるものかを判断することができる。有名な例として、ジェナイン家の四つ子として知られる一卵性四つ子が全員、統合失調症と診断された研究がある。

### 遺伝子調節
ある生物のゲノムには何千もの遺伝子が存在しているが、そのすべてが常に活動しているわけではない。ある遺伝子がメッセンジャーRNAへ転写されたときに発現し、タンパク質が細胞に必要とされる場合のみ合成されるように、遺伝子の発現を調節する多くの細胞機構が存在する。転写因子は、DNAに結合し、遺伝子の転写を促進または抑制する制御タンパク質である。たとえば、大腸菌（Escherichia coli）のゲノムには、トリプトファンというアミノ酸の合成に必要な一連の遺伝子が存在する。しかし、トリプトファンがすでに細胞内に存在している場合は、トリプトファン合成のためのこれらの遺伝子は必要でなくなる。トリプトファンの存在は、遺伝子の活性に直接影響を与える。トリプトファン分子は、転写因子であるトリプトファンリプレッサーに結合し、リプレッサーの構造を変えて遺伝子に結合させる。トリプトファンリプレッサーは、遺伝子の転写と発現を抑制し、トリプトファン合成プロセスに負のフィードバック制御をもたらす。

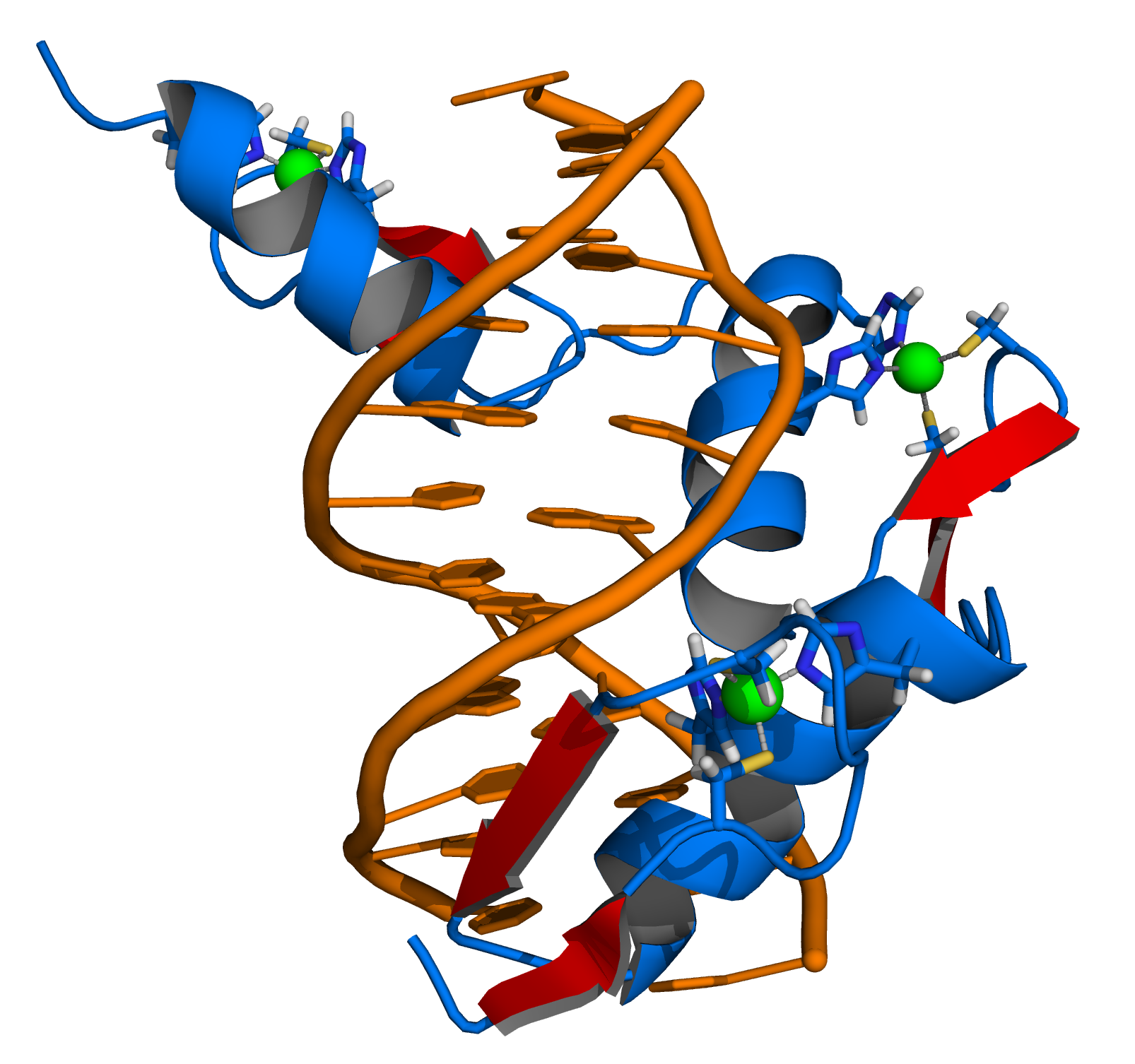
転写因子 (青) はDNA (燈) に結合して、関連する遺伝子の転写を抑制する

遺伝子発現の違いは特に多細胞生物において顕著になる。多細胞生物では、すべての細胞が同じゲノムを持っているにも関わらず、異なる遺伝子セットの発現により、細胞毎の構造や挙動は大きく異なる。多細胞生物のすべての細胞は単一の細胞に由来するが、外界や細胞間シグナルに応じてさまざまな細胞型へ分化し、徐々に異なる遺伝子発現様式を確立して、さまざまな挙動を生み出す。多細胞生物の構造の発達に関与する遺伝子は一つではないため、これらの様式は多くの細胞間の複雑な相互作用から生じる。
真核生物では、遺伝子の転写に影響を与えるクロマチンの構造的特徴が存在し、多くの場合、DNAやクロマチンの修飾という形で娘細胞に安定的に受け継がれる。これらの特徴はDNA配列の「上位」に存在し、細胞のある世代から次の世代へと遺伝情報を継承するため、「エピジェネティクス」（epigenetics、後成的とも）と呼ばれる。エピジェネティックな特徴によって、同じ培地内で培養された異なる細胞型は、非常に異なる特性を保持することができる。エピジェネティックな特徴は、発達過程において一般的に動的であるが、パラミューテーション（パラ変異）現象のように世代を超えて継承され、遺伝の基盤であるDNAの一般的な法則に対するまれな例外として存在するものもある。

## 遺伝子変化

### 変異

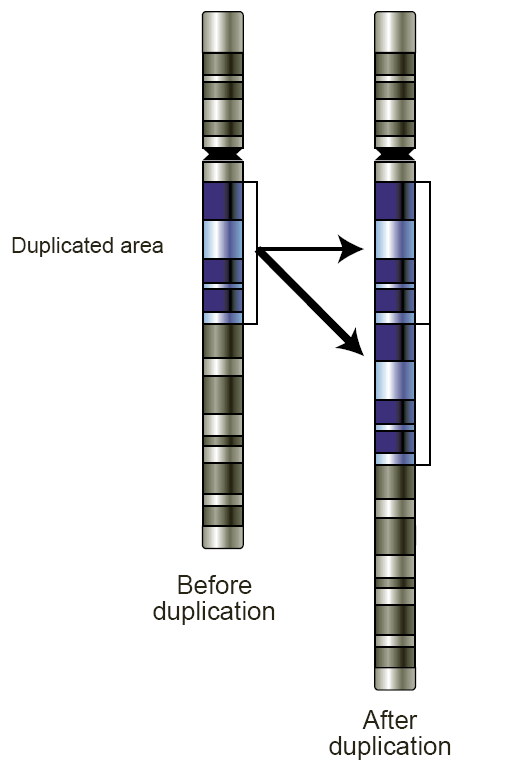
遺伝子重複により冗長性がもたらされ、多様化を可能にする。つまり、1つの遺伝子が変異して本来の機能を失っても、生物体に害を及ぼすことはない。

DNA複製の過程において、第2鎖の合成時に誤りが発生することがある。このような誤りは変異（mutation）と呼ばれ、特に遺伝子のタンパク質コード配列内で発生した場合、生物体の表現型に影響を与える可能性がある。DNAポリメラーゼの「校正」機能により通常、誤り率は非常に低く、1000万-1億塩基あたり1つの割合である。DNAの変化率を高めるプロセスは変異誘発として知られる。変異誘発性化学物質は、しばしば塩基対形成の構造に干渉して、DNA複製誤りを促進する。一方、紫外線はDNA構造に損傷を与えることで変異を誘発する。DNAへの化学的損傷は自然にも発生し、細胞はミスマッチや切断を修復するためにDNA修復機構を使用する。ただし、修復は常に元の配列を復元するわけではない。DNA損傷の特に重要な原因として、細胞内好気性呼吸によって生じる活性酸素種があり、これが変異を引き起こす可能性がある。
染色体交差を利用してDNAを交換し、遺伝子を組換える生物では、減数分裂時の整列誤りも変異の原因となる。交差の誤りは、特に、類似した配列が相同染色体 の誤った整列を引き起こした場合に起こりやすく、これによりゲノムの一部の領域が変異しやすくなる。これらの誤りは、DNA配列の大幅な構造変化や（重複、逆位、領域全体の欠失）、異なる染色体間で配列全体が偶然入れ替わる染色体転座を引き起こす可能性がある。

RNA配列の変異を示す概略図。図1. 4つのコドンで構成された正常なRNA配列。図2. ミスセンス変異 (点変異、非サイレント変異でもある)。図3と4. いずれもフレームシフト変異を示す。図3では、2番目のコドンの2番目の塩基対が欠失している。また、図4では、2番目のコドンの3番目の塩基対位置に挿入がある。図5. コドン全体が複製された三塩基反復配列伸長。

### 自然選択と進化
変異は生物の遺伝子型を変え、ときには異なる表現型を生み出す原因となる。ほとんどの変異は、生物の表現型、健康、遺伝的適応度にほとんど影響を与えない。実際に影響をもたらす変異は通常有害であるが、ときには有益なこともある。ショウジョウバエ（Drosophila melanogaster）の研究によると、ある遺伝子によって生成されるタンパク質が変異した場合、その変異の約70%は有害であり、残りは中立的またはわずかに有益であることが示唆された。

複数のオルソロガス遺伝子の比較により構築された真核生物の進化系統樹

集団遺伝学は、集団内の遺伝的差異の分布と、その分布が時間とともにどのように変化するかを研究する学問である。集団内のアレル頻度の変化は、主に自然選択（あるアレルが生物にとって選択的または繁殖上の優位性をもたらすこと）、変異、遺伝的浮動、遺伝的ヒッチハイク、人為選択、流動などの要因によって影響を受ける。
世代を重ねるごとに生物のゲノムは大きく変化し、進化につながる。適応（adaptation）と呼ばれる過程では、有益な変異に対する選択によって、その種はその環境下でより生き残れる形へと進化する可能性がある。新種は種分化（speciation）と呼ばれる過程を経て形成されるが、その多くは地理的な隔離によって個体群間の遺伝子交換が妨げられることが原因である。
異なる生物種でゲノム間の相同性を比較することで、これらの種の進化距離と分岐時期を推定することができる。一般的に、表現形質の比較よりも遺伝的比較の方が、生物種間の関連を特徴付ける上でより正確な方法であるとされている。生物種間の進化距離は、進化系統樹を作成するために利用することができる。これらの系統樹は、時間の経過に伴う種の共通祖先と分岐を表すが、無関係な種間での遺伝物質の移動（遺伝子の水平伝播といい、細菌で最も一般的）は示さない。

## 研究と技術

### モデル生物

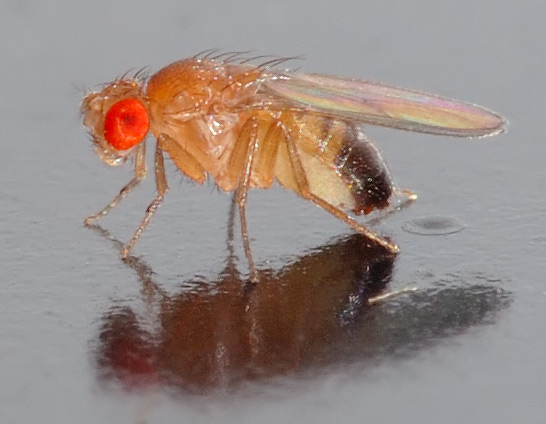
ショウジョウバエ（Drosophila melanogaster）は、遺伝学研究で広く使用されているモデル生物である

遺伝学者はもともと、幅広い生物の遺伝を研究していたが、研究対象となった生物種は徐々に絞られていった。その理由のひとつは、特定の生物についてすでに重要な研究が行われている場合、新たな研究者はその生物を研究対象に選ぶ可能性が高く、最終的には少数のモデル生物がほとんどの遺伝学研究の基礎となったことである。モデル生物遺伝学における一般的な研究テーマには、遺伝子調節や発生、がんにおける遺伝子の関与などがある。生物の選定には利便性が考慮され（たとえば、世代交代までの期間が短く、遺伝子の操作が容易など）、一部の生物は遺伝学研究で人気のツールとなった。広く使用されているモデル生物には、腸内細菌の大腸菌（Escherichia coli）、植物のシロイヌナズナ（Arabidopsis thaliana）、パン酵母（Saccharomyces cerevisiae）、線形動物のカエノラブディティス・エレガンス（Caenorhabditis elegans）、ショウジョウバエ（Drosophila melanogaster）、ゼブラフィッシュ（Danio rerio）、ハツカネズミ（Mus musculus）などがある。

### 医学

生化学、遺伝学、分子生物学の概略的な関係

遺伝医学は、遺伝的変異がヒトの健康と疾患にどのように関係しているかを解明しようとする学問である。ある疾患に関与している可能性のある未知の遺伝子を探す場合、研究者は一般的に、遺伝的連鎖図や遺伝系図を使用して、その疾患に関連するゲノムの位置を見つける。集団レベルでは、ゲノム上の疾患に関連する位置を見つけるためにメンデル無作為化が行われる。この方法は、単一遺伝子では明確に定義できない多遺伝子形質に特に有用である。候補となる遺伝子が見つかると、モデル生物において対応する（または相同性のある）遺伝子について、さらなる研究が行われることが多い。遺伝性疾患の研究に加え、遺伝子型判定法の普及により、薬理遺伝学という分野が生まれた。これは、遺伝子型が薬剤応答性にどのような影響を与えるかを研究する分野である。
がんは遺伝性疾患であり、がんを発症する遺伝的傾向には個人差がある。がん発症は、体内におけるいくつかの事象が組み合わさっている。体内の細胞が分裂する際に、細胞内に変異が生じる場合がある。これらの変異が子孫に遺伝することはないが、細胞の挙動に影響を与え、細胞の増殖や分裂をより活発にさせる原因となることがある。こうした過程を防ぐための生物学的なメカニズムがあり、不適切に分裂している細胞にシグナルが送られ、細胞死を引き起こす。しかし、細胞がシグナルを無視するような別の変異が発生することがある。体内で自然選択のプロセスが起こり、やがて細胞内に変異が蓄積して細胞自身の増殖を促進し、体内のさまざまな組織に浸潤して増殖する癌性腫瘍を形成する。通常、細胞は成長因子と呼ばれるシグナルに反応してのみ分裂し、周囲の細胞と接触したり、増殖抑制シグナルに反応したりすると増殖を停止する。その後、細胞は通常、限られた回数しか分裂せず、上皮内にとどまり、他の臓器に移動できないまま死んでゆく。がん細胞になるには、細胞はいくつかの遺伝子（3-7個）に変異を蓄積する必要がある。がん細胞は成長因子がなくても分裂し、増殖抑制シグナルを無視する可能性がある。また、がん細胞は不死であり、隣接する細胞と接触しても際限なく増殖し続けることができる。上皮から脱出し、最終的には原発巣から脱出することもある。脱出した細胞は血管の内皮を横断し、血流にのって運ばれ、新たな臓器に定着し、致命的な転移を形成する。ごく一部のがんは遺伝的素因を示すが、大部分は腫瘍を形成する細胞分裂を繰り返す1つまたは少数の細胞に生じ・蓄積する一連の遺伝子変異によって引き起こされ、これらの変異は子孫に遺伝しない（体細胞変異を参照）。最もよく見られる変異は、がん抑制因子であるp53タンパク質の機能喪失、またはp53経路における機能喪失、Rasタンパク質または他のがん遺伝子の活性化変異である。

### 研究方法

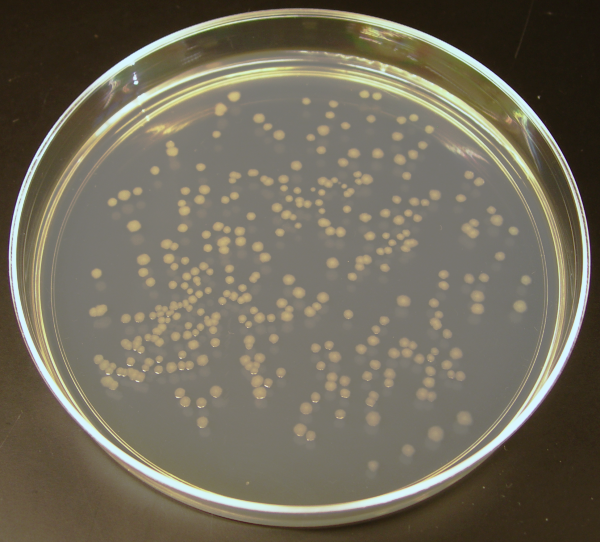
細胞クローン技術によって作られた大腸菌のコロニー。同様の方法は、分子クローニングでもしばしば用いられる。

DNAは実験室で操作することができる。制限酵素は、DNAを特異的配列で切断し、予測可能なDNA断片を生成する酵素として一般的に使用されている。DNA断片は、その長さに応じて分離するゲル電気泳動法によって可視化できる。
DNA断片を結合するためにDNAリガーゼと呼ばれる酵素が使用される。この方法により、研究者はさまざまな供給源から得たDNA断片を結合させて、組換えDNAを作成することができる。遺伝子組換え生物の研究では、組換えDNAとともにプラスミド（数個の遺伝子を持つ短い環状DNA分子）がよく使われる。分子クローニングと呼ばれる手法では、DNA断片を組み込んだプラスミドを細菌に挿入し寒天培地上で培養することで、DNA断片を増幅することが可能である。なお、クローニングはこのような分子遺伝学的な手法だけでなく、クローン生物を作成するためのさまざまな手段を指すこともある。
ポリメラーゼ連鎖反応（PCR）と呼ばれる手順を用いてDNAを増幅することもできる。PCR法は、短い特異的なDNA配列を用いて標的のDNA領域を分離し、指数関数的に増幅することができる技術である。PCR法は、ごく微量のDNAからでも増幅できるため、特定のDNA配列の存在を検出する際にもよく用いられる。

### DNA配列決定とゲノミクス
DNA配列決定（DNAシークエンシングともいう）は、遺伝学の研究のために開発された最も基本的な技術の一つであり、研究者はこれによってDNA断片中のヌクレオチド配列を決定することができるようになった。1977年にフレデリック・サンガーが率いた研究チームによって開発された連鎖停止配列決定法（chain-termination sequencing）は、現在もDNA断片の配列決定に日常的に使用されている。この技術により、多くのヒト疾患に関連する分子配列の研究が可能となった。
配列決定の費用が下がったことで、研究者はゲノムアセンブリ（genome assembly）と呼ばれる手法を用いて、多くの生物のゲノム配列を決定した。これは、コンピュータを使用して、さまざまなDNA断片の配列をつなぎ合わせる技術である。これらの技術は、2003年に完了したヒトゲノム・プロジェクトにおいてヒトゲノムの配列決定に使用された。新しいハイスループット配列決定技術により、DNA配列決定の費用が劇的に低下し、多くの研究者はヒトゲノムの再配列決定の費用を1,000ドルまで引き下げたいと考えている。次世代配列決定法（超並列シークエンシング）は、配列決定の低コスト化に対する需要の高まりにより誕生した。
これらの配列決定技術により、同時に何百万もの塩基配列を生成することが可能となった。大量の配列データを利用して、生物のゲノム全体にわたるパターンを検索・分析するコンピュータツールを使用するゲノミクスという研究分野も生まれた。ゲノミクスは、大量の生物学データを分析するために計算手法を使用するバイオインフォマティクスの亜分野とも考えられる。これらの研究分野に共通する課題は、被験者データや個人を特定しうる情報の管理と共有方法である。

## 社会と文化
2015年3月19日、主要な生物学者グループが、遺伝可能な形でヒトゲノムを編集する手法、特にCRISPRとジンクフィンガーの臨床使用を世界的に禁止するよう求めた。2015年4月、中国の研究者が、CRISPRを使用して生育不能なヒト胚のDNAを編集する基礎研究の結果を報告した。